# Liste der beweglichen Denkmale in Braunschweig
Die Liste der beweglichen Denkmale in Braunschweig umfasst die beweglichen Kulturdenkmale der Stadt, größtenteils basierend auf den Veröffentlichungen der Denkmalschutzbehörde Braunschweig.

## Kulturdenkmale
| Bild                      | Bezeichnung               | Lage | Beschreibung | Bauzeit | Eingetragen seit | Denkmal- nummer |
| ------------------------- | ------------------------- | ---- | --- | ------- | ---------------- | --------------- |
| Historische Straßenbahnen | Historische Straßenbahnen |      | Sammlung historischer Straßenbahnen der Braunschweiger Verkehrs-GmbH. | 1940    |                  |                 |
|                           | Landmaschinen             |      | Sammlung historischer Landmaschinen im Landtechnikmuseum auf dem Gut Steinhof. |         |                  |                 |
|                           | Preußenzug                |      | |         |                  |                 |
|                           | Segelflugzeug SB 5c       |      | Überwiegend in Holzbauweise gefertigtes Segelflugzeug. |         |                  |                 |
| VT 08                     | VT 08                     |      | Der „Weltmeisterzug“ VT 08 ist ein historischer Dieseltriebwagen. Als die deutsche Mannschaft die Fußballweltmeisterschaft 1954 gewann, stellte ihnen die DB für die Rückfahrt einen Sonderzug der Baureihe VT 08 (VT = Verbrennungstriebwagen) zur Verfügung. Dieser gehörte damals zu ihren modernsten Fahrzeugen und wurden 1952/1953 beschafft. Die Baureihe wurde bis 1985 eingesetzt. |         |                  |                 |